# Mulegé
Mulegé é uma cidade do estado de Baja California Sur, no México.